# LG G8 ThinQ
LG G8 ThinQ  який зазвичай називають просто LG G8, — це Android смартфон, розроблений компанією LG як частина серії LG G. Він був офіційно анонсований 24 лютого 2019 року. Пристрій є наступником LG G7 ThinQ 2018 року.

## Характеристики смартфону

### Зовнішній вигляд
LG G8 ThinQ використовує металевий корпус зі скляною підкладкою та має ступінь захисту від води та пилу IP68. Він доступний у чорному, сірому та червоному кольорах. G8 оснащений дисплеєм FullVision AMOLED 1440p з діагоналлю 6,1 дюйма і співвідношенням сторін 19.5:9. G8 — перший телефон серії G, який має OLED-дисплей, оскільки раніше він був зарезервований для телефонів серії V, починаючи з V30.

### Апаратне забезпечення
G8 використовує систему на кристалі Qualcomm Snapdragon 855 з 6 ГБ оперативної пам’яті. Він пропонується з 128 ГБ внутрішньої пам’яті, яку можна розширити за допомогою MicroSD-карти. Смартфон підтримує бездротову зарядку, і швидку за технологією Qualcomm Quick Charge 3.0. Усі моделі на всіх ринках включають чотири цифро-аналогові перетворювачі (DAC) для покращення звуку.
G8 зберігає біометричні параметри G7, але впроваджує нову технологію «Hand ID», яка зчитує кровообіг і структуру рук користувача. G8 також має функцію керування жестами AirMotion. Це забезпечується завдяки додаванню ToF датчика, який називається Z-камерою.
Крім того, G8 зберігає динамік G7 Boombox і додає «Crystal Sound», який вібрує екран, щоб працювати як динамік. Однак у G8 все ще є звичайний нижній динамік.
Як і в попередника G7, збоку телефону є кнопка, схожа на кнопку Bixby від Samsung; хоча його неможливо переназначити, він запускає Google Assistant, коли утримується, а не інший штучний асистент. Подвійне натискання кнопки запускає Google Lens.
Камера має подвійну або потрійну конфігурацію залежно від ринку, з основним, ширококутним об’єктивом і телеоб’єктивом виключно для Кореї; телефото і основний об’єктиви мають 12 Мп, а ширококутний — 16 Мп. На інших ринках, де телефон має подвійну камерою, телеоб’єктив не передбачено. На передній панелі всередині виїмки знаходиться 8-мегапіксельна селфі-камера, у поєднанні з ToF, який використовується для відображення глибини.
Акумулятор G8 на 16,7% більше, ніж у його попередника, і становить 3500 мА·г.

### Програмне забезпечення
G8 ThinQ постачається з Android 9.0 «Pie» та оболочкою LG UX. У листопаді 2019 року LG почала випуск Android 10 для G8 ThinQ.

## Версії

### LG G8s ThinQ
LG G8s ThinQ був випущений на окремих ринках Європи, Латинської Америки, Африки та Близького Сходу в липні 2019 року. Візуально G8s відрізняється від G8 більшою виїмкою та більшою кількістю кольорів. Він використовує той самий чипсет, що й G8, але має повільнішу зарядку (18 Вт порівняно з 21 Вт у G8), трохи більшу батарею ємністю 3550 мА·г і модель на 64 ГБ. Дисплей більший 6,21 дюйма, але має роздільну здатність 1080p (1080 × 2248). G8s має потрійну систему камери на всіх ринках, але камера має деяке зниження діафрагми та фокусної відстані, за то із надшироким сенсором із нижчою роздільною здатністю. G8s має стереодинаміки, як і G8, але не має технології Crystal Sound як у G8.

### LG G8x ThinQ
LG G8x ThinQ був випущений в листопаді 2019 року з новішим програмним забезпеченням LG UX 9. Аксесуар з подвійним екраном входить у комплект із пристроєм і підключається через порт USB-C. Він може запускати дві програми одночасно або розширювати дисплей під час використання веббраузера. Екран 6,4" зі склом Gorilla Glass 6 і роздільною здатністю 1080p (1080 × 2340). Монохромна панель на протилежній стороні показує час, дату, рівень заряду акумулятора та кілька значків сповіщень. На задній панелі є подвійна камера, без телефото датчика. Селфі-камера має роздільну здатність 32 Мп проти 8 Мп у G8 та G8. Крім того, під час запису відео користувачі тепер можуть перемикатися між передньою та задньою камерою. Пристрій використовує оптичний сканер під дисплеєм, а батарея також більша – 4000 мА·г. Пристрій було випущено в Південній Кореї як LG V50S ThinQ з підтримкою 5G.

## Критика
The Verge поставила G8 оцінку 6,5, вихваляючи ергономіку, чотири ЦАП, Face Unlock і час автономної роботи, а також критикуючи Hand ID і AirMotion, зазначивши, що він «може не отримувати своєчасні оновлення програмного забезпечення». Engadget поставив йому 73, назвавши це «втраченою можливістю». Веласко високо оцінив дизайн, дисплей та продуктивність і мав подібні скарги. CNET поставив G8 оцінку 8,5, зауваживши, що «LG G8 ThinQ є об’єктивно чудовим телефоном... з високою ціною та без видатних функцій», але критично ставився до портретного режиму для відео.
Варіант G8 з потрійною камерою отримав загальну оцінку 96 на DxOMark з оцінкою фотографій 99 і відео 89, що зрівняло його з OnePlus 6. Незважаючи на те, що він не входить до числа найкращих камер для смартфонів на сайті, його оцінка на 13 балів покращилася порівняно з попередницею та на 2 бали порівняно з V40.
G8x також отримав неоднозначні відгуки: 7 від The Verge,, 74 від Engadget,  та 8.3 від CNET, 4 зірки від TechRadar та 3 зірки від Digital Trends.
G8s отримав похвалу від Notebook Check за пристойний час автономної роботи та хороші динаміки, але його критикували за погану роботу камери при слабкому освітленні.